# Résolution 2371 du Conseil de sécurité des Nations unies
Membres permanents
- Chine
- États-Unis
- France
- Royaume-Uni
- Russie

Membres non permanents
- Bolivie
- Égypte
- Éthiopie
- Italie
- Japon
- Kazakhstan
- Sénégal
- Suède
- Ukraine
- Uruguay

Résolution no 2370 Résolution no 2372
La résolution 2371 du Conseil de sécurité des Nations unies est adoptée à l'unanimité le 5 août 2017, avec l'approbation des cinq membres permanents et des dix membres non permanents en réponse aux essais de missiles nord-coréens de juillet 2017,.
La résolution renforce les sanctions économiques pour la sixième fois, depuis qu'elles ont été imposées pour la première fois en 2006, lorsque la Corée du Nord a effectué son premier essai nucléaire.
Les nouvelles restrictions interdisent les achats de charbon, de fer, de plomb et de fruits de mer nord-coréens (principales exportations du pays). Selon certaines estimations, cela doit priver le régime d'un milliard de dollars par an, soit le tiers de ses revenus étrangers. Les sanctions interdisent également aux gouvernements du monde entier d'admettre d'autres travailleurs nord-coréens, car le régime empoche la plupart de leurs salaires,.

## Contexte
Avant d'adopter cette résolution, la Corée du Nord a effectué 14 essais de missiles en 2017 afin de faire progresser ses capacités pour éventuellement pouvoir déployer une ogive nucléaire. Les essais de juillet 2017 concernent des missiles balistiques intercontinentaux. Pour la première fois, ils démontrent la capacité de la Corée du Nord à délivrer des ogives jusque dans la partie continentale des États-Unis,,,,.
Les efforts continus de la Corée du Nord pour faire progresser ses technologies pour lui permettre de lancer une frappe nucléaire conduisent l'ONU à imposer pour la sixième fois des sanctions économiques plus strictes contre le pays depuis les premiers essais en 2006,.

## Sanctions
La résolution impose plusieurs interdictions sectorielles totales sur les exportations que la Corée du Nord utilise pour financer ses programmes nucléaires et de missiles balistiques, à savoir,, :
- Une interdiction de sa plus grande exportation, le charbon, représentant une perte pour la Corée du Nord de plus de 401 millions de dollars de revenus par an[8].
- Une interdiction des exportations de fer et de minerai de fer, d'une valeur d'environ 250 millions de dollars par an[8].
- Une interdiction des exportations de fruits de mer, d'une valeur d'environ 300 millions de dollars de revenus chaque année[8].
- Une interdiction des exportations de plomb et de minerai de plomb, d'une valeur d'environ 110 millions de dollars par an[8].

Les sanctions resserrent également l'accès de la Corée du Nord au système financier international, en élargissant les sanctions financières antérieures en incluant un gel des avoirs étrangers de la Banque de commerce extérieur de la république populaire démocratique de Corée,,.
Elle interdit également aux pays membres d'accepter de nouveaux travailleurs nord-coréens,,.

## Analyse
Selon certaines estimations, le nouveau durcissement des sanctions doit le régime de 1 milliard de dollars par an, soit un tiers de ses revenus étrangers.
Selon des sources interrogées par The Economist, le régime est devenu habile pour esquiver les restrictions, en utilisant des caisses noires illicites en Chine pour financer des partenariats commerciaux. Les commissions plus élevées proposées pour ces transactions risquées attirent simplement des intermédiaires plus compétents. L'application des résolutions est inégale, sur les 193 membres de l'ONU, seuls 77 rendent compte de leur mise en œuvre, notamment celles de la précédente série, adoptées en novembre 2016.
De plus, la Chine, qui représente plus de 90 % du commerce de la Corée du Nord, promet d'appliquer les nouvelles restrictions « pleinement et strictement ». Cependant, le pays n'applique pas la seule mesure susceptible de causer de réelles difficultés au régime : un frein aux importations de pétrole du Nord.